# Exposição Universal de 1893
A Feira Mundial de Chicago foi uma grande exposição pública internacional ocorrida nos Estados Unidos, no ano de 1893, na cidade de Chicago, para celebrar os quatrocentos anos da chegada de Cristóvão Colombo ao Novo Mundo, em 1492. A principal atração da feira era uma grande piscina, que representava a longa viagem de Colombo à América. Chicago venceu as cidades de Nova Iorque, Washington, D.C. e Saint Louis na disputa para sediar o evento. Teve influência social e cultural com efeitos profundos na arquitetura e no otimismo industrial norte-americano, como também no saneamento, nas artes e na imagem de Chicago. 
Daniel Burnham e Frederick Law Olmsted foram os responsáveis pela maior parte dos projetos. O protótipo de Burnham e seus colegas indicava como uma cidade deveria ser, seguindo os princípios de belas-artes de design, conhecidos como arquitetura neoclássica, que são baseados em simetria, balanceio e esplendor. Charles H. Wacker foi o diretor do evento.
A exposição cobriu mais de seiscentos acres de área, com cerca de duzentas construções temporárias de arquitetura predominantemente neoclássica, canais e lagoas, além de pessoas e culturas de quarenta e seis países diferentes. Foi visitada por mais de 27 milhões de pessoas nos seis meses de duração. A sua escala e grandiosidade excederam as de outras feiras mundiais, e tornou-se símbolo do excepcionalismo americano emergente, muito parecido com o que foi a Grande Exposição para a Era Vitoriana, no Reino Unido.
O evento também mostrou ao mundo a capacidade da cidade de Chicago em se reerguer, após ser destruída no Grande Incêndio de 1871. A data de 9 de outubro foi designada como "dia de Chicago", dia em que a feira obteve o recorde de visitação, com público de 751 026 pessoas. Devido à grande audiência, os lucros foram significativos. Chicago comemorou o evento com uma estrela em sua bandeira.

## Planeamento e organização

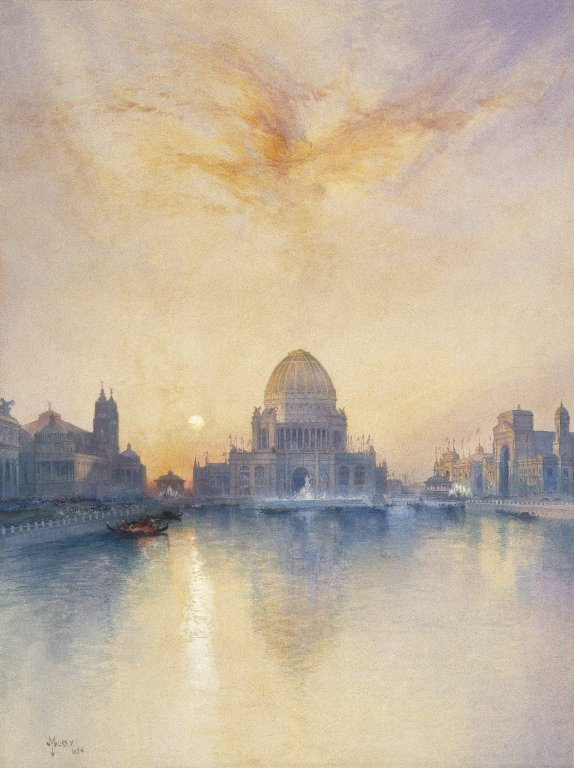
Thomas Moran - Chicago World's Fair - Brooklyn Museum

Muitos líderes civis, profissionais e comerciais proeminentes de todos os Estados Unidos participaram do financiamento e coordenação da feira, incluindo Charles H. Schwab, John Whitfield Bunn e Milo Barnum Richardson.

## Descrição

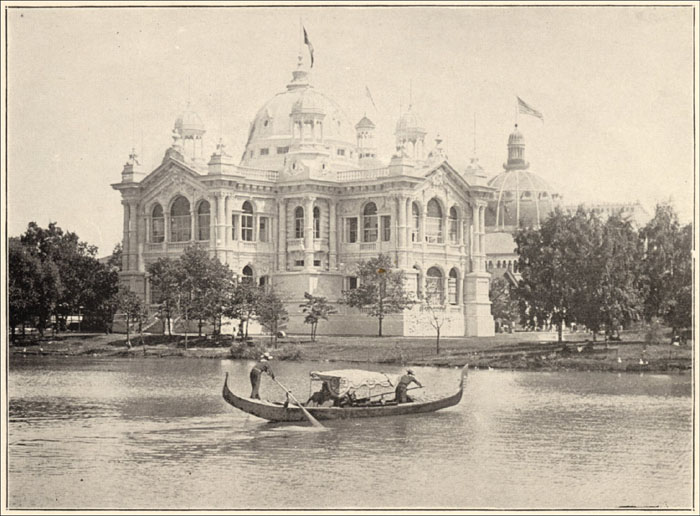
Prédio que abrigou a exposição do Brasil

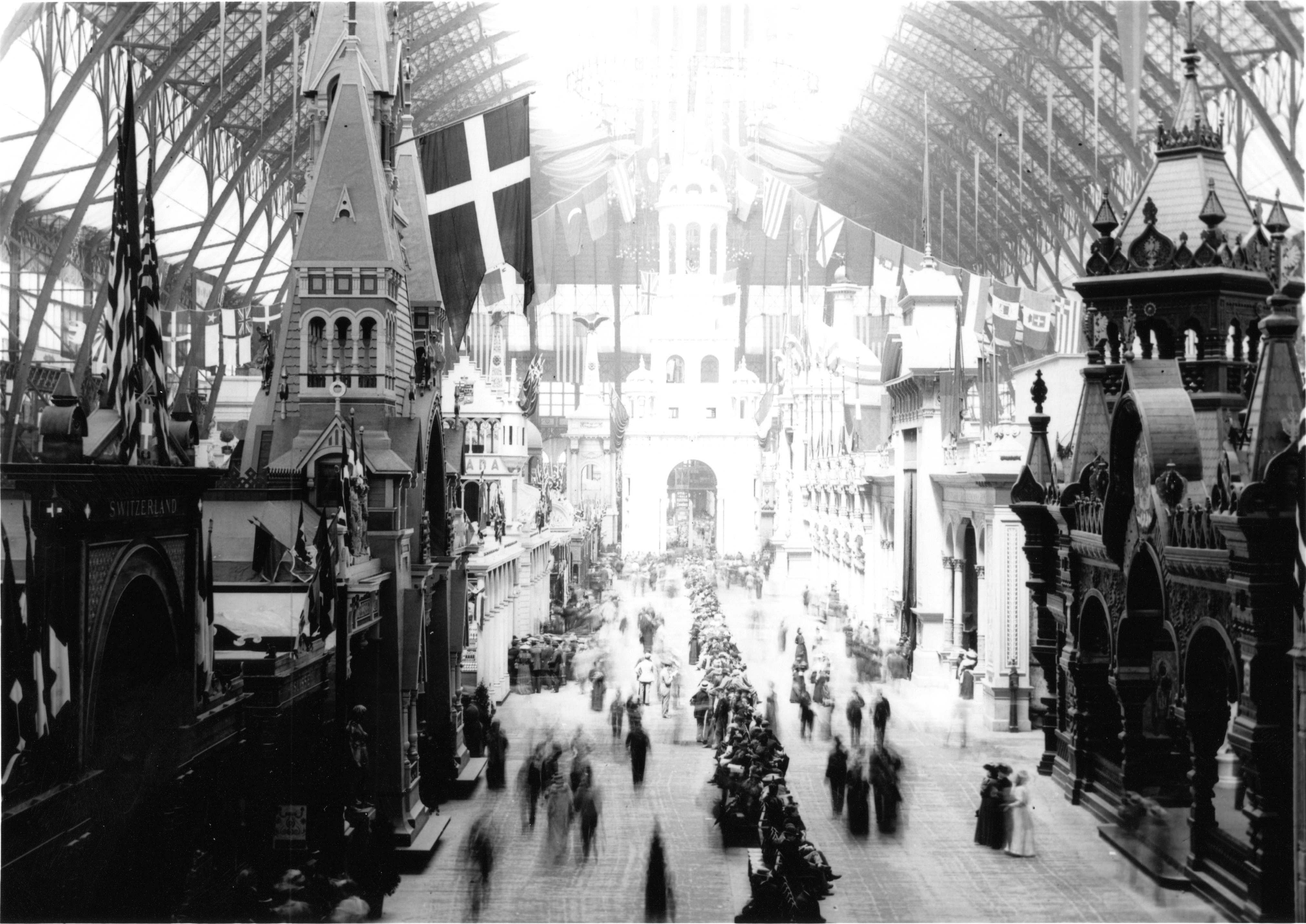
Exibição no hall interior

A exposição ocorreu de 1 de maio a 30 de outubro de 1893, no Parque Jackson e no Midway Plaisance. 46 países participaram, sendo a primeira feira mundial a ter pavilhões nacionais com exibições e "delegados" nacionais. Foi visitada por cerca de 26 milhões de pessoas.

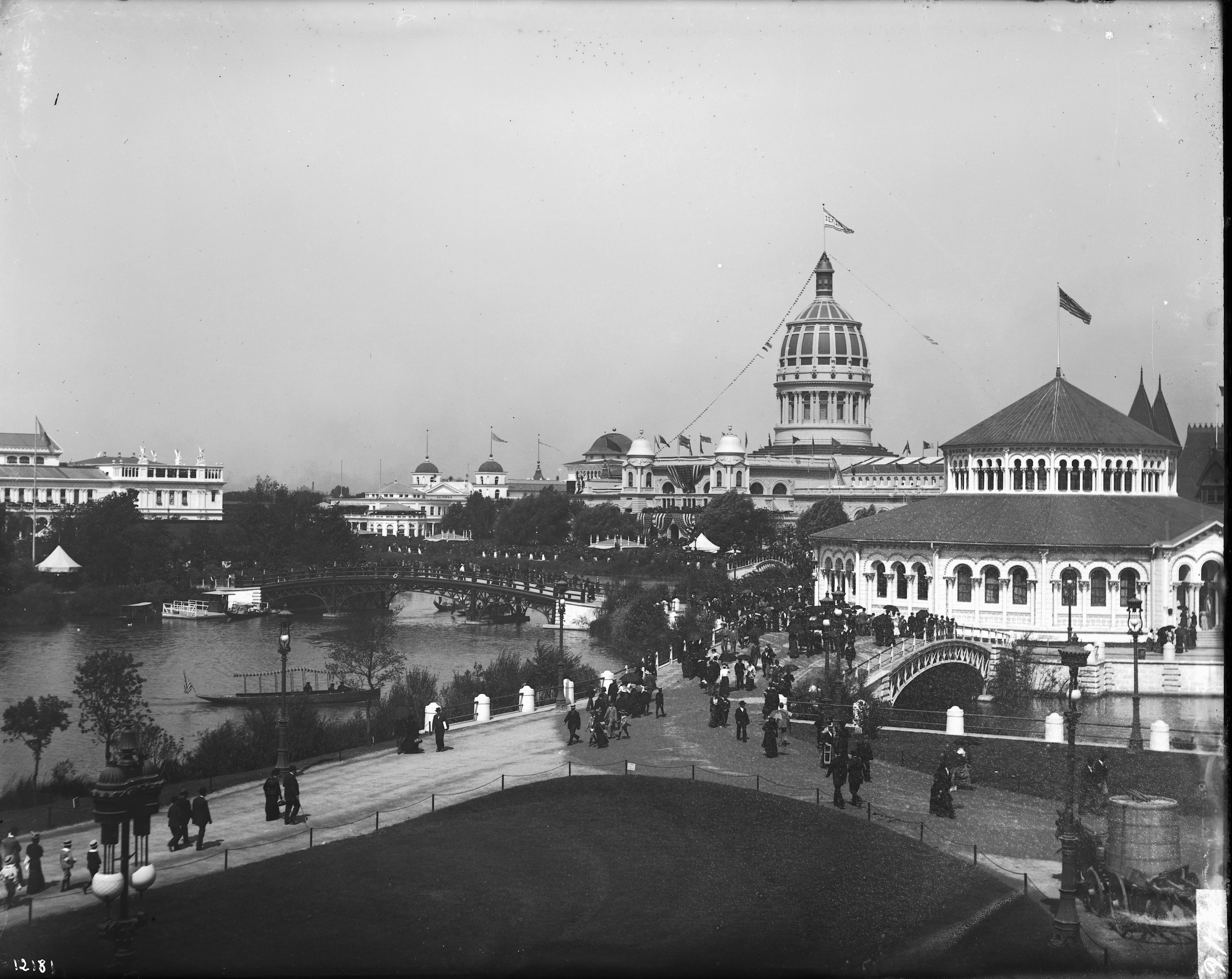
Parque Jackson durante a exposição

## Primeira aparição

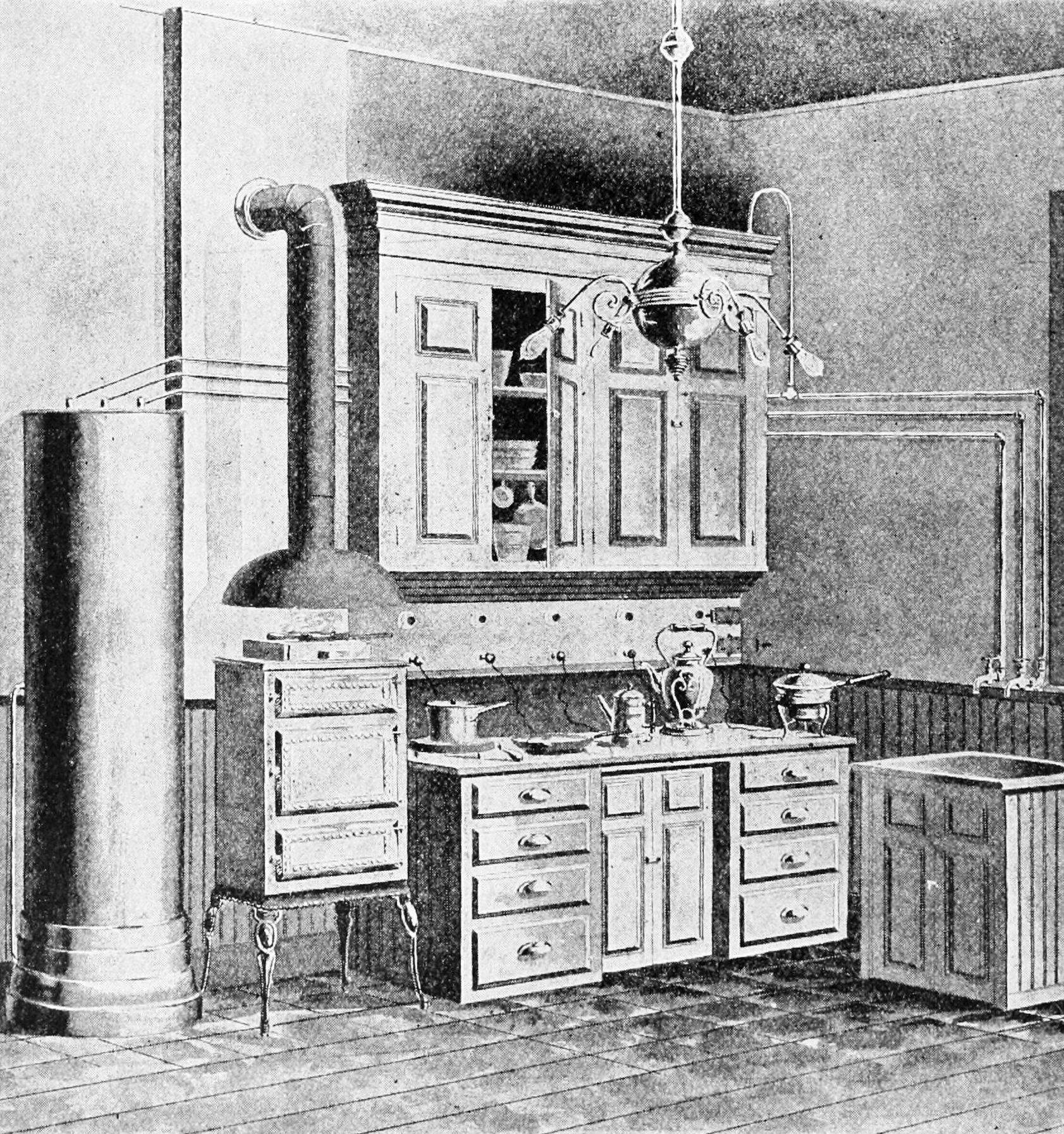
Cozinha elétrica

Algumas das invenções apresentadas no evento:
- creme de leite
- chiclete de frutas
- aveia em flocos
- roda-gigante
- máquina de lavar louça
- lâmpadas fosforescentes
- tinta em spray
- zíper

## Imagens

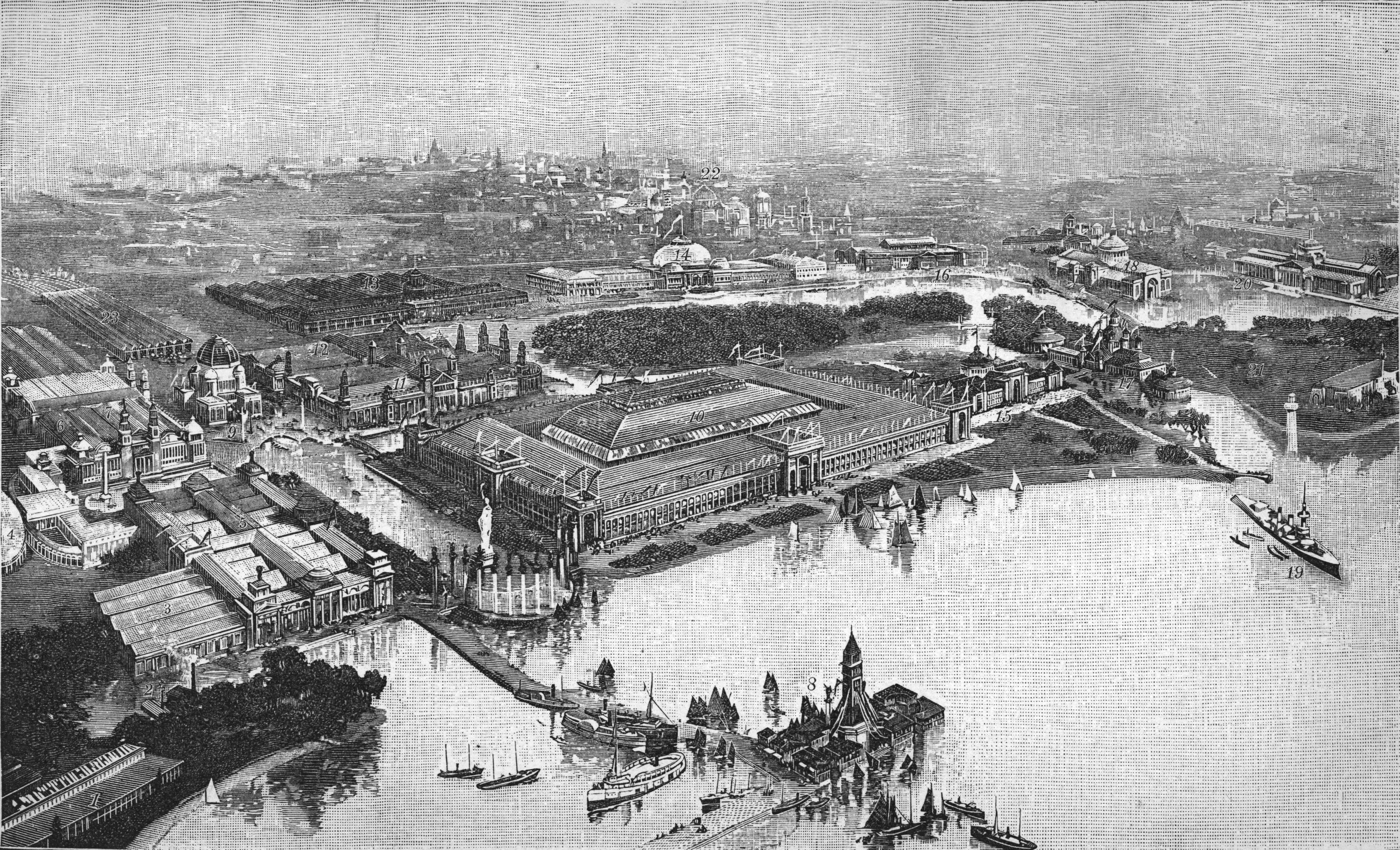
Vista aérea da exposição
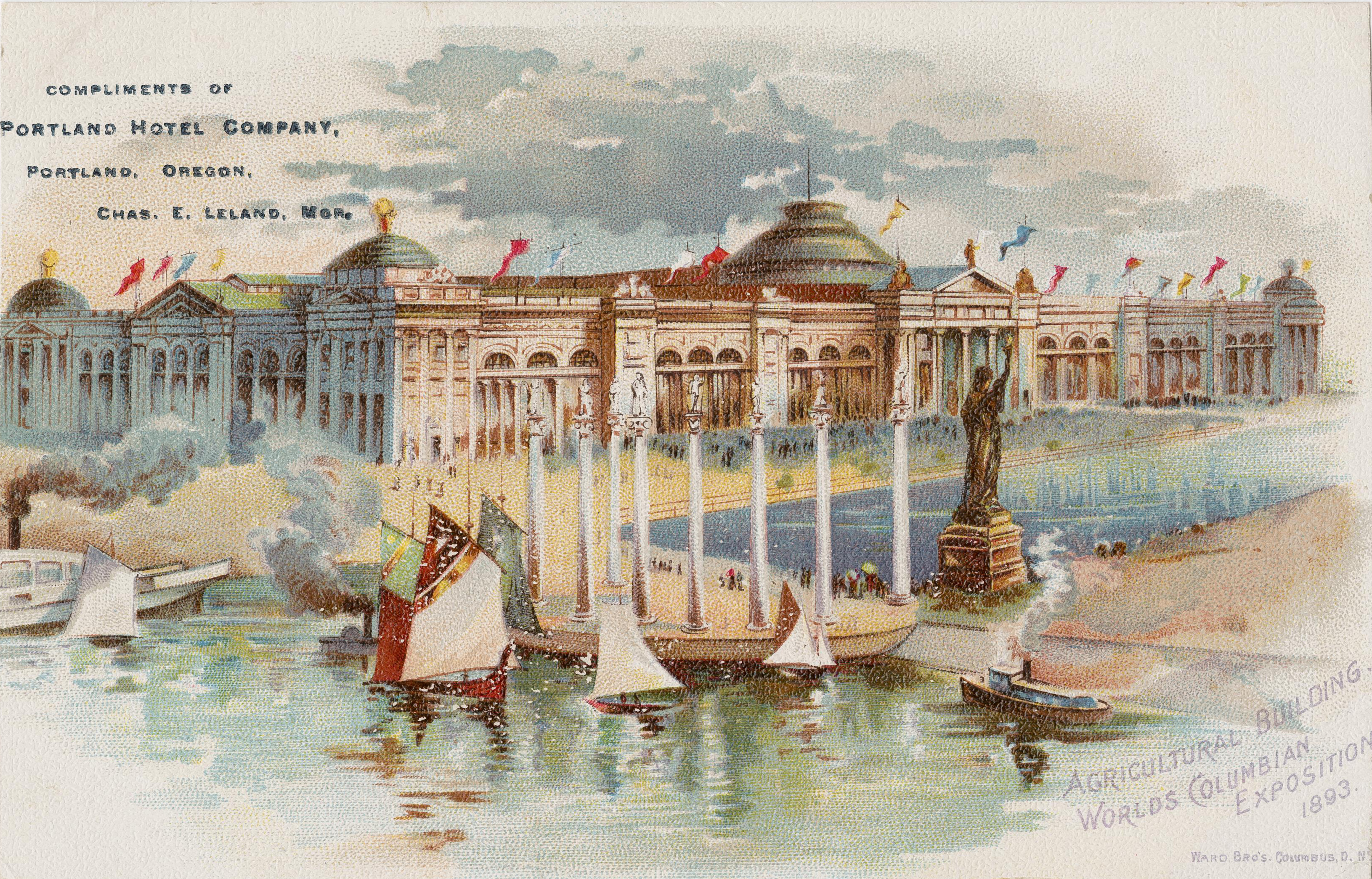
Prédio da Agricultura
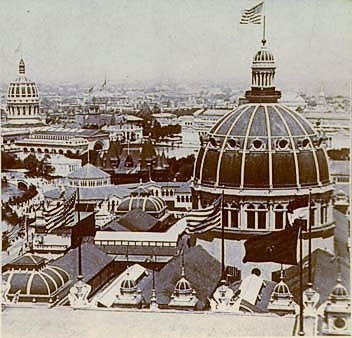
Cidade Branca
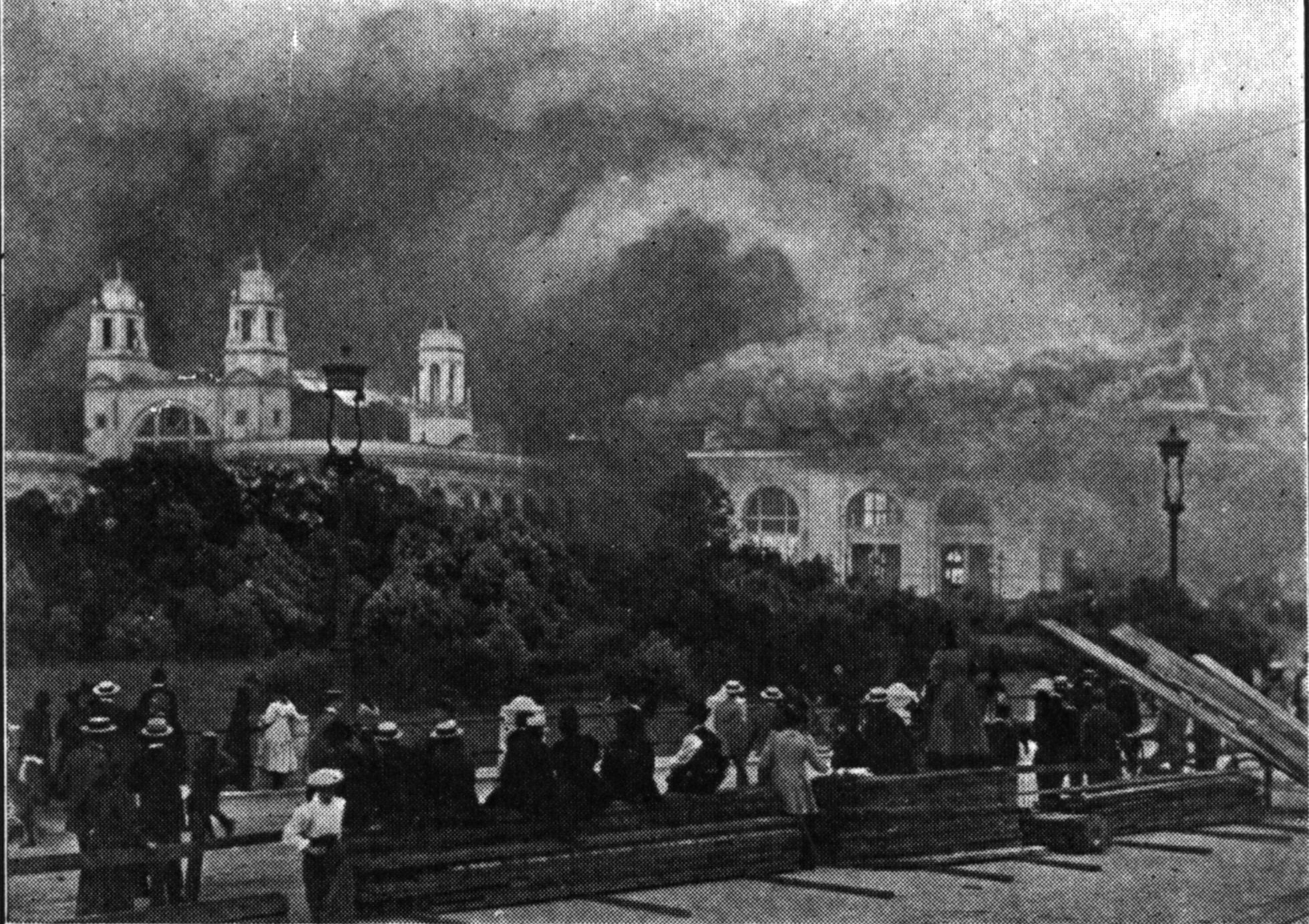
Cidade Branca pegando fogo
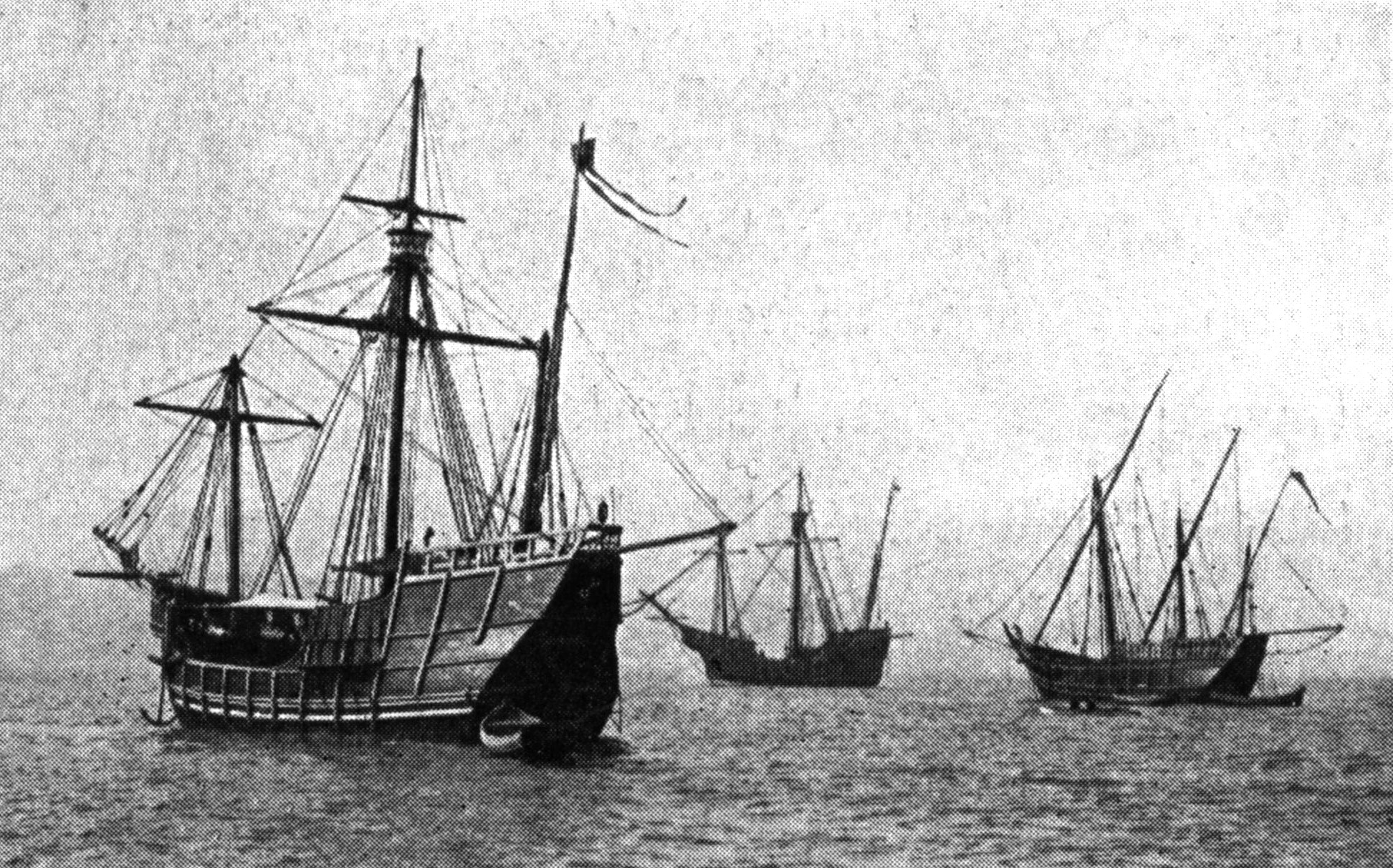
Réplicas de Pinta, Santa María, e Niña
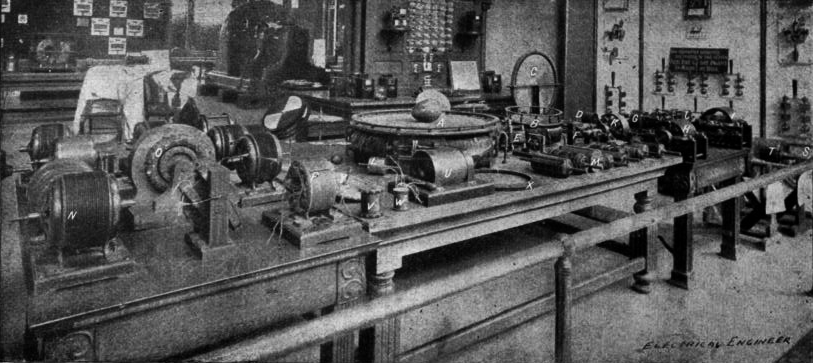
Apresentação de Nikola Tesla na feira
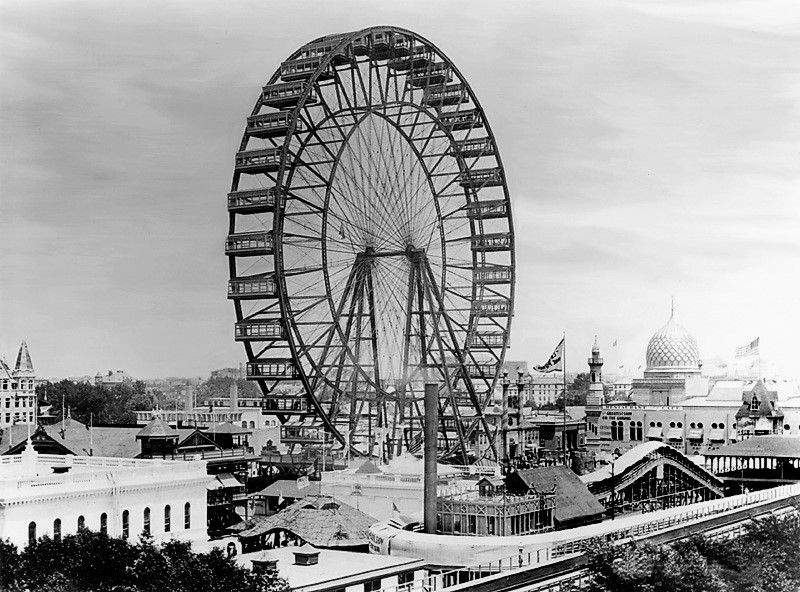
Roda-gigante original
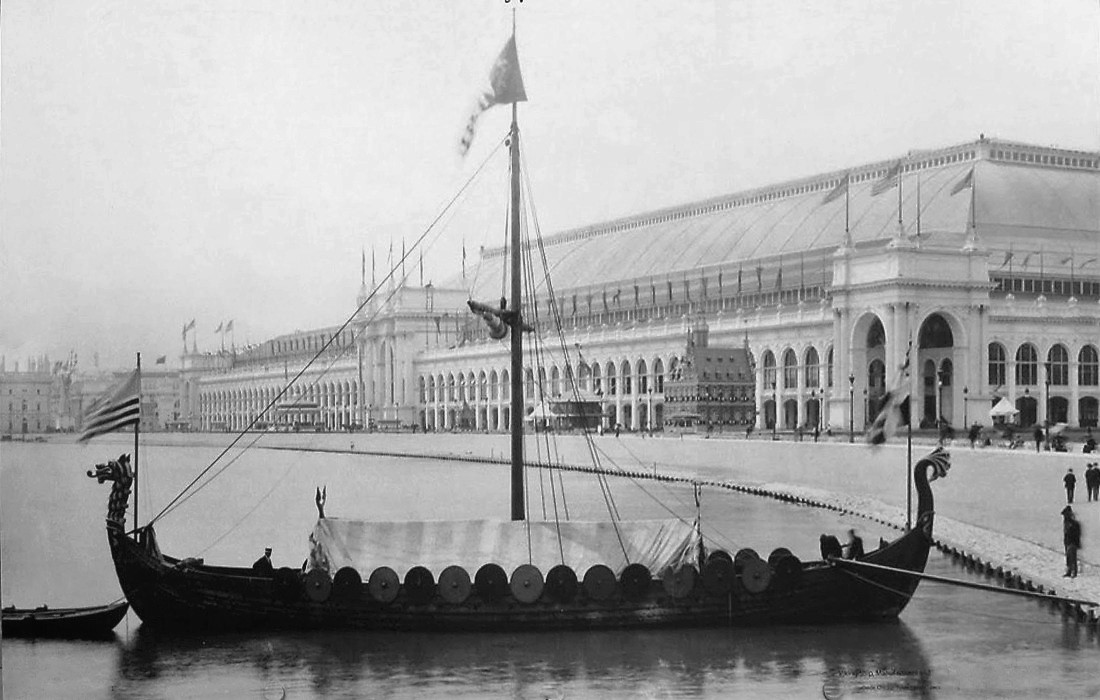
Réplica de barco Viking
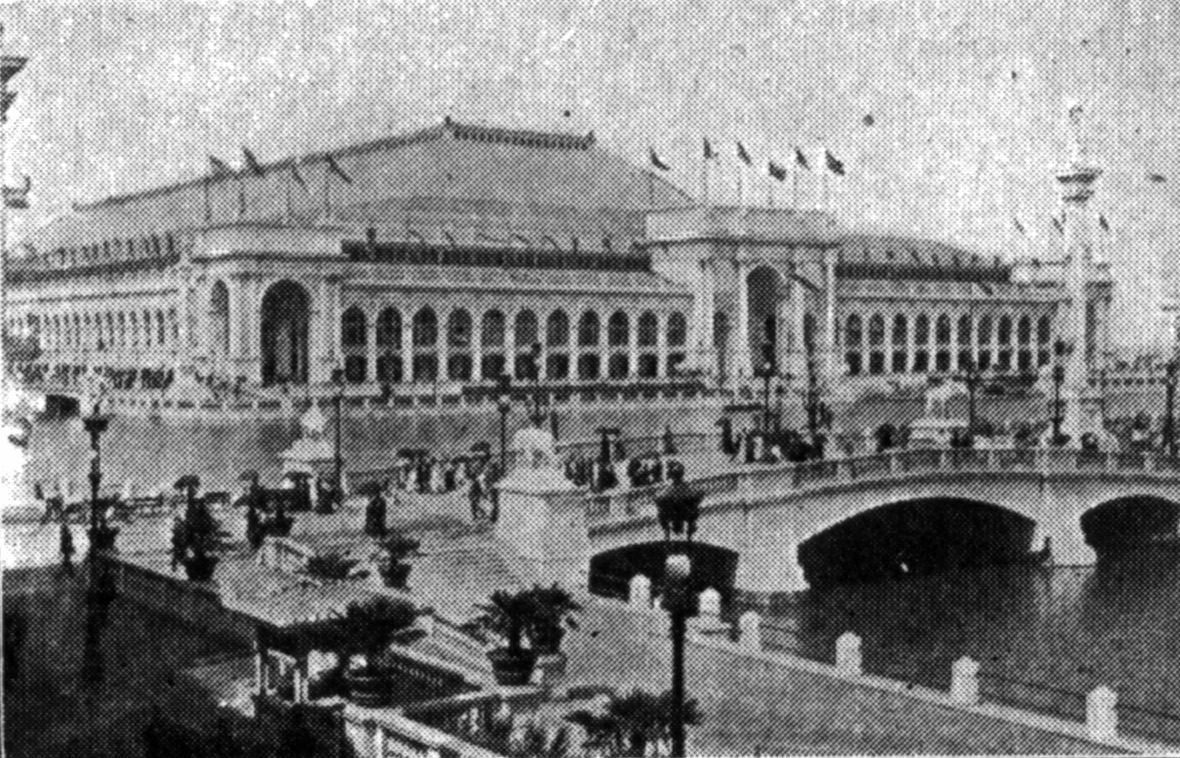
Edifício das Manufaturas e Artes Liberais
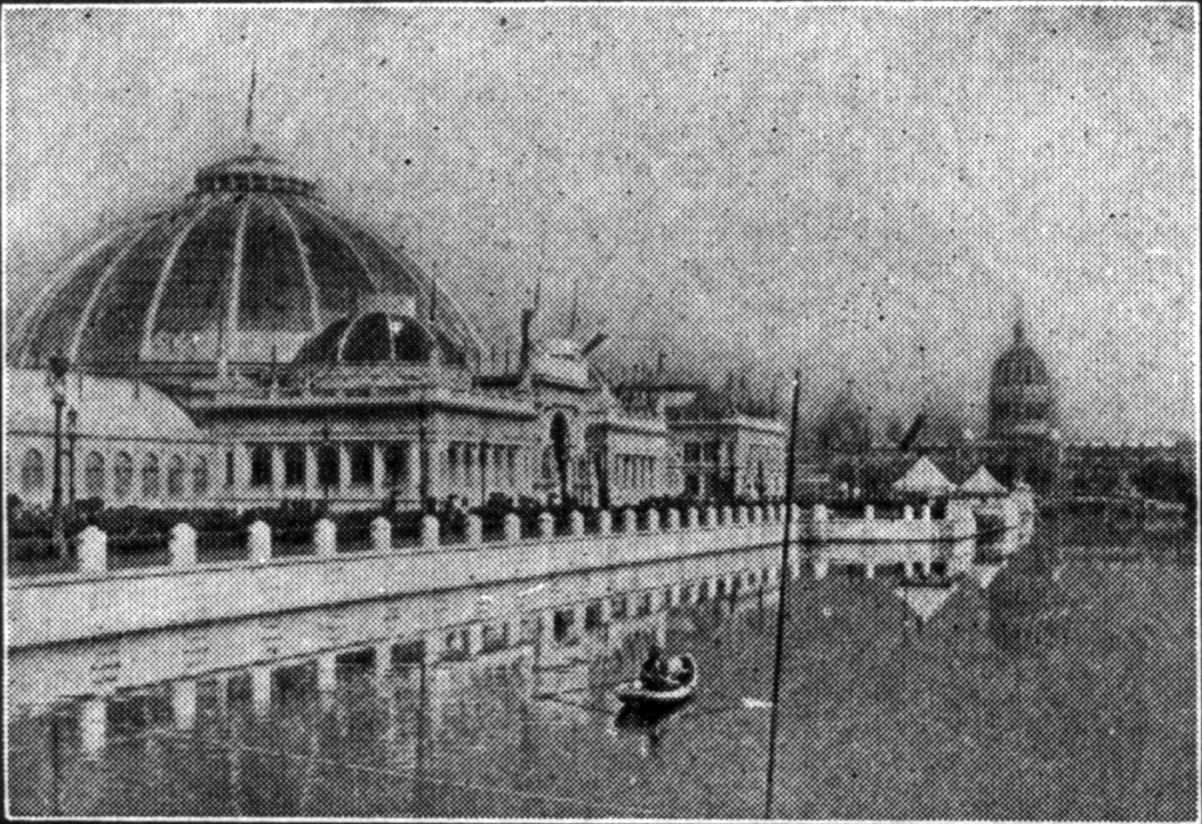
Edifício da Horticultura
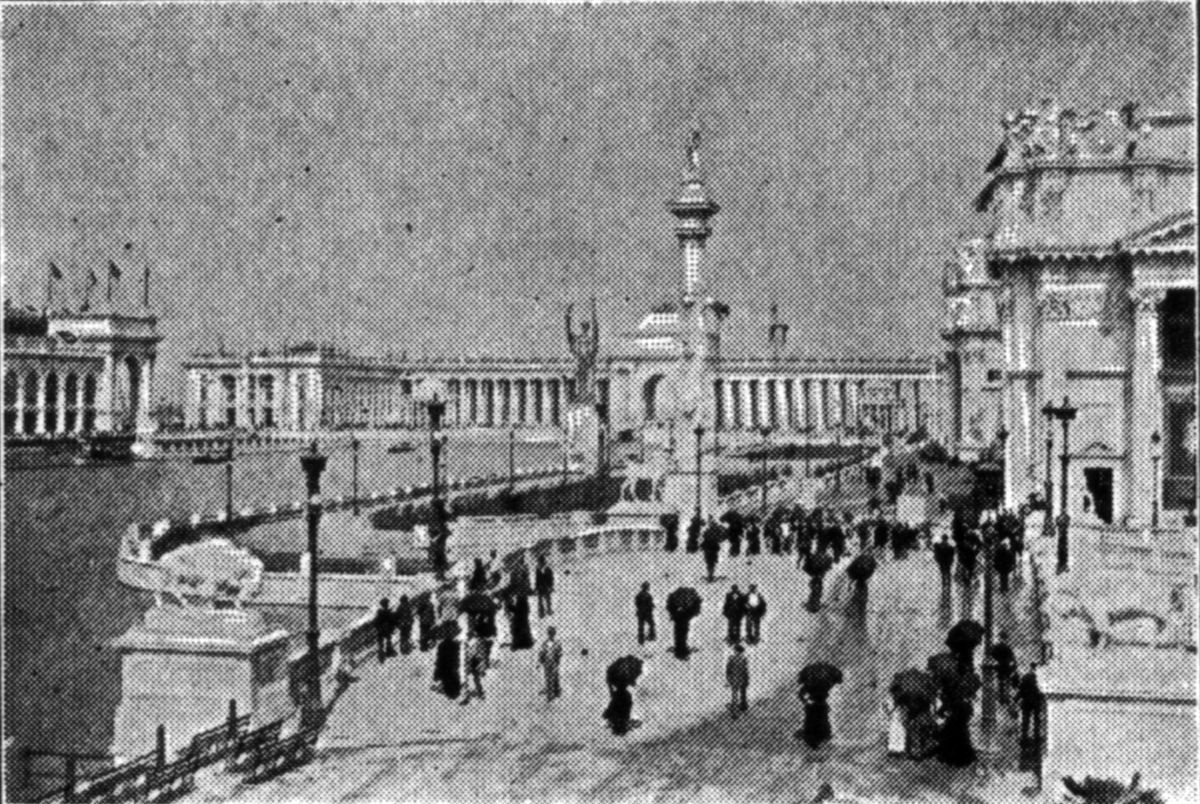
Vista do Salão das Máquinas.
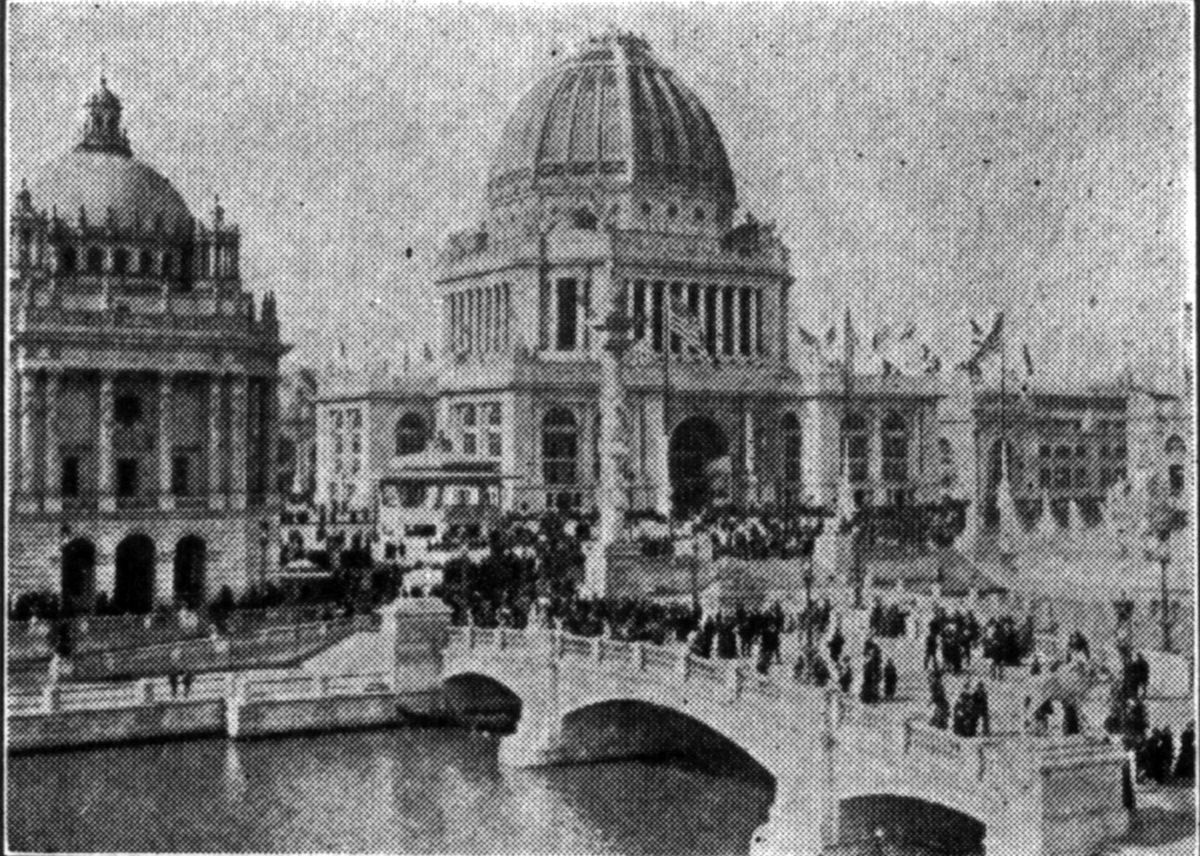
Prédio da Administração
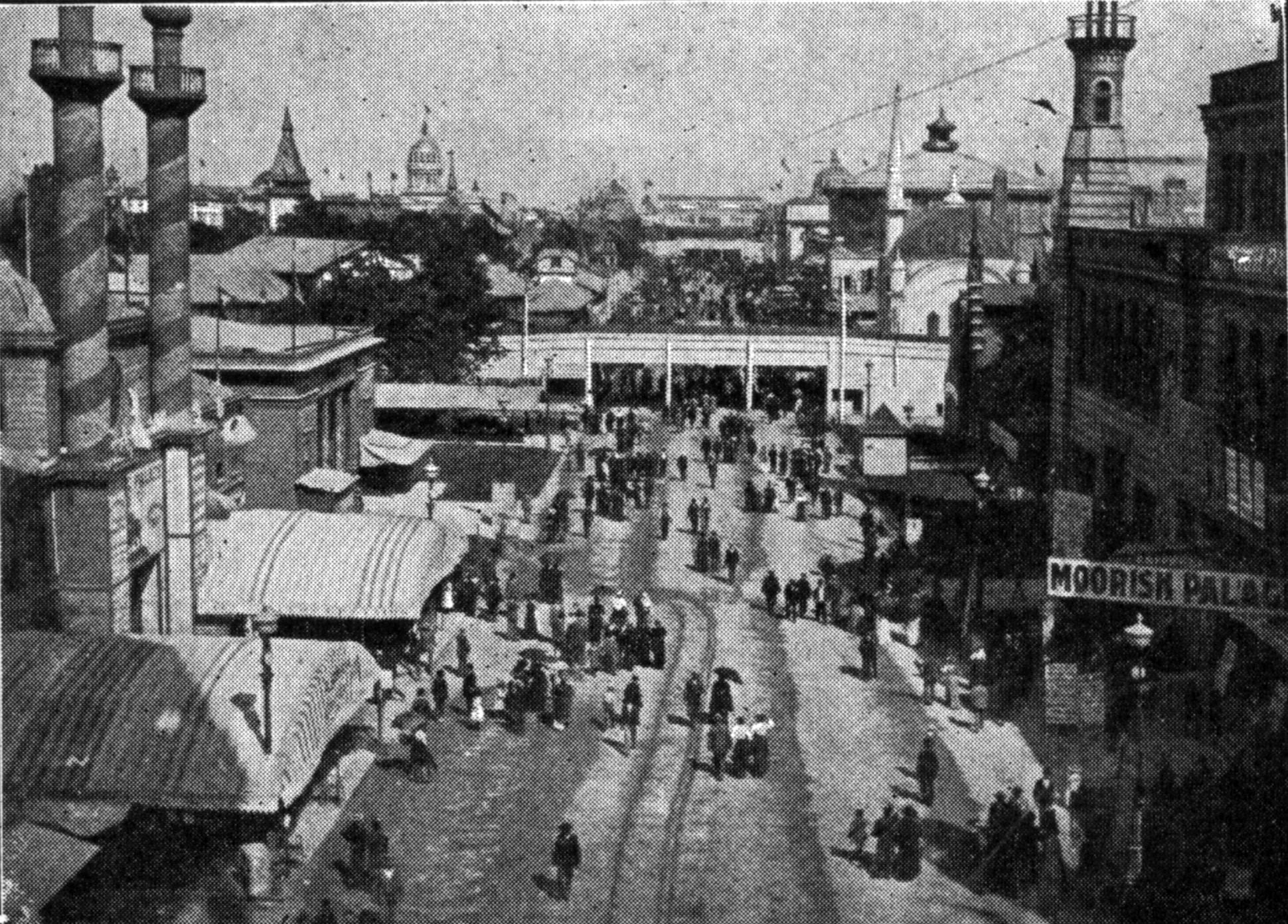
Midway Plaisance
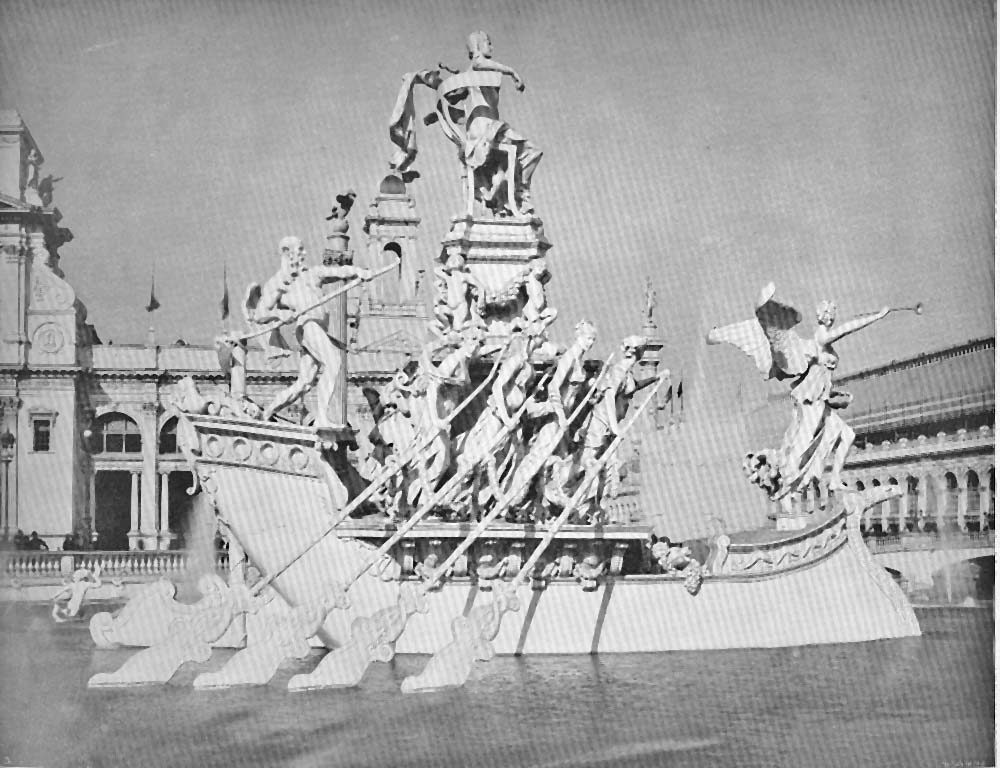
A Fonte Columbina de Frederick MacMonnies.
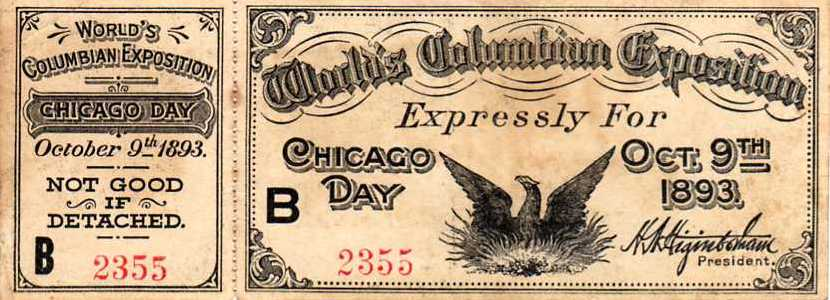
Ingresso para o Dia de Chicago
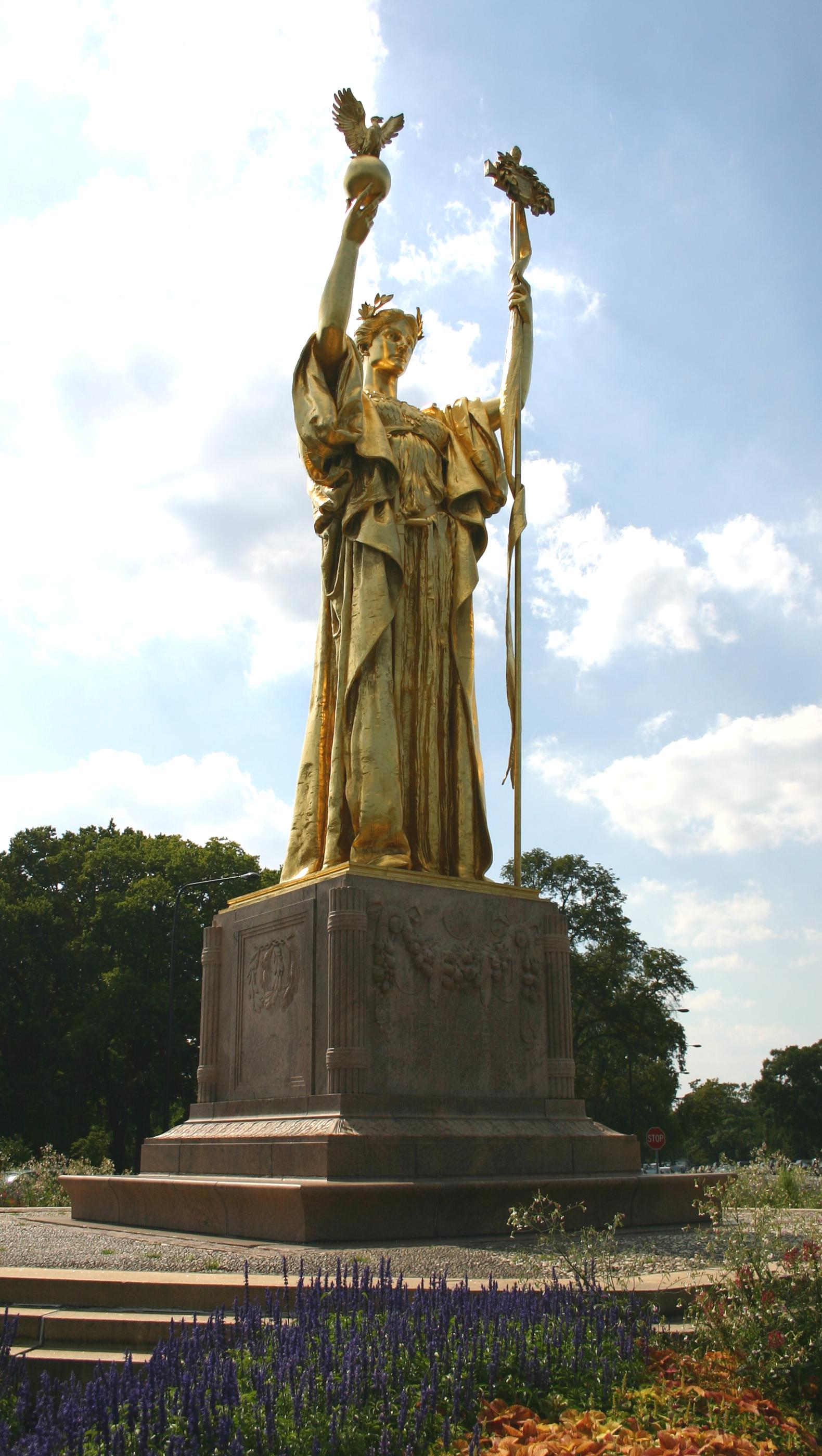
Réplica da Estátua da República
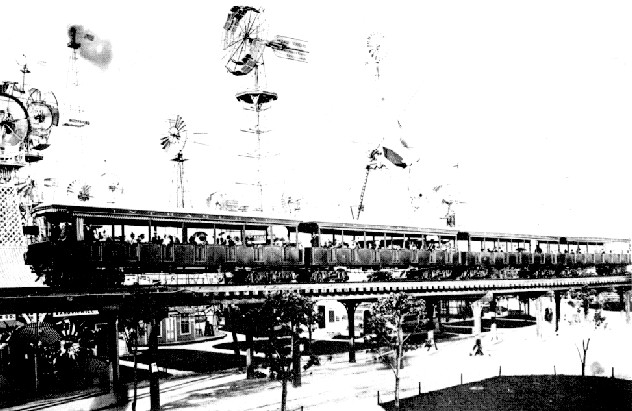
Trem
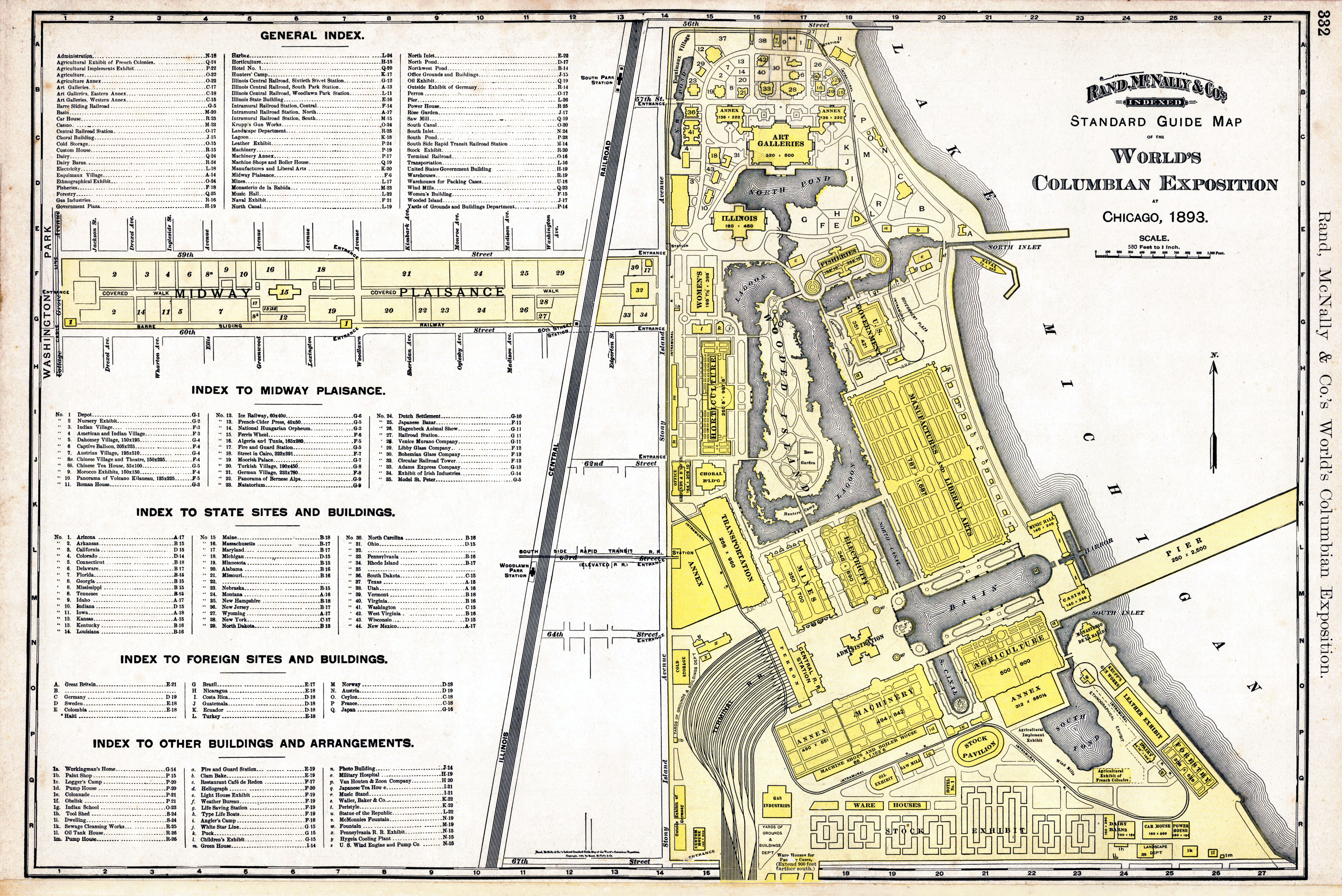
Mapa da Expo